# Росуцька вода
Росуцька вода (словац. Rosucká voda) — річка; права притока Каменця, протікає в окрузі Бардіїв.
Довжина приблизно 10,0—11,5 км. Витік знаходиться в масиві Бусов — на висоті приблизно 700 метрів.
Протікає територією сіл Стебник; Зборов і Стебницька Гута.. Впадає в Каменець на висоті приблизно 315 метрів.